# 15436 Dexius
15436 Dexius eller 1998 VU30  är en trojansk asteroid i Jupiters lagrangepunkt L4. Den upptäcktes 10 november 1998 av LINEAR i Socorro County, New Mexico. Den är uppkallad efter Dexius i den grekiska mytologin.
Asteroiden har en diameter på ungefär 88 kilometer.